# Calamus wuliangshanensis
Calamus wuliangshanensis là loài thực vật có hoa thuộc họ Arecaceae. Loài này được San Y.Chen, K.L.Wang & S.J.Pei mô tả khoa học đầu tiên năm 2002.